# اسکیلو علیا
اسکیلو علیا یا حاجی اسدلو، روستایی در دهستان اصلاندوز غربی بخش مرکزی شهرستان اصلاندوز در استان اردبیل ایران است.

## جمعیت
بر پایه سرشماری عمومی نفوس و مسکن در سال ۱۳۹۵، جمعیت این روستا برابر با ۲۰۵ نفر (۴۸ خانوار) بوده‌است.